# В мире животных
«В ми́ре живо́тных» — советская и российская просветительская телепередача о жизни животных в их естественной среде обитания.

## История
Основателем и первым ведущим передачи, впервые вышедшей в эфире 17 апреля 1968 года, был народный артист СССР и профессор ВГИКа, режиссёр-документалист Александр Згуриди. С 1975 года программу вёл обозреватель газеты «Комсомольская правда» Василий Песков, с 1977 года — доктор биологических наук Николай Дроздов.
В начале 1970-х годов передача начиналась под композицию «Colombe Ivre» (авторы: Ф. Тома, Ж.-М. Рива, С. Приссе) в исполнении оркестра Поля Мориа, с заставкой, где были изображены жираф и носорог. В 1974 году передачу проиллюстрировали заставкой с летящими журавлями под другую фонограмму оркестра Поля Мориа — композицию «Alouette» (с фр. — «Жаворонок»), представляющую собой обработку 10-й части кантаты Ариэля Рамиреса «Navidad nuestra» (с исп. — «Наше Рождество») — «La peregrinación» (с исп. — «Паломничество»). Музыку по просьбе А. Згуриди подобрал Александр Гольдштейн. Эта заставка просуществовала до 2009 года.
Передача выходила в эфир по субботам (позже по воскресеньям) на Первом канале советского (позднее — российского) телевидения в течение 37 лет. Изначально она представляла собой исключительно документальные съёмки, но начиная с 1999 года съёмки также проводятся в студии.
В рамках передачи периодически демонстрировались иноязычные телесериалы о животных («Лэсси» и так далее).
С начала 1980-х годов по 23 октября 2005 года передача заканчивалась демонстрацией титров с указанием всей съёмочной группы. В 1991—1993 годах транслировалась с сурдопереводом. С 2003 года создаётся при финансовой поддержке Министерства по делам печати, телерадиовещания и средств массовых коммуникаций (с 2004 года — Федерального агентства по печати и массовым коммуникациям).
В 1991—1997 годах передача выходила сразу на двух каналах: на 1-м канале Останкино и на РТР, подчас в одно и то же время. Данная ситуация возникла после создания ВГТРК, когда творческая группа программы вместе с ведущим Николаем Дроздовым (за исключением режиссёра Светланы Петровой) перешла с первого канала на второй. На 1-м канале Останкино передача транслировалась без ведущего, в её конце периодически демонстрировались серии иноязычных мультсериалов о животных («Пингу» и так далее). Впоследствии Владислав Листьев в феврале 1995 года предложил Дроздову и его творческой группе присоединиться к команде ОРТ, однако руководитель версии передачи на РТР Алексей Макеев отказался ввиду присвоения прав на идею программы. В результате ведущим последних выпусков на РТР был Василий Песков.
В ноябре 2005 года, после реформы сетки вещания на «Первом канале», программе не нашлось места в эфире, после чего руководство предложило модернизировать программу, сделать её более развлекательной, чем ведущий программы был недоволен. В ответ на предложения руководства телеканала президент телекомпании АСС-ТВ Юрий Лапин и ведущий Николай Дроздов предложили свой вариант модернизации «В мире животных» — изменение студийных декораций, добавление в передачу новых оригинальных рубрик. Условия ведущего и производителя «Первый канал» в конечном итоге не устроили, и по этой причине с марта 2006 до конца 2009 года передача стала транслироваться на телеканале «Домашний». Декорации программы, созданные при участии «Первого канала» в 2002 году, были сохранены.
После перерыва трансляция программы возобновилась на канале «Россия-2», где она выходила с 21 августа 2010 по 31 октября 2015 года. Старая заставка передачи была заменена на новую, более современную, но музыкальное сопровождение осталось прежним. С осени 2010 и до конца сентября 2013 года передача выходила в повторах на отдельном канале «Моя планета», при участии которого она создавалась. В 2015 году также повторялась на канале «Живая планета».
С 11 апреля 2015 по 25 декабря 2019 года программа снималась в формате 16:9. Над производством передачи вновь работала телекомпания АСС-ТВ. Изменилась и заставка, теперь она максимально приближена к заставке 1974—2009 годов.
С 30 апреля 2016 по 25 декабря 2019 года программа выходила на детском телеканале «Карусель». Помимо некоторых изменений в подаче информации, вместе с Дроздовым передачу также стал вести Алексей Лапин, сын основателей телекомпании АСС-ТВ Юрия и Ирины Лапиных (ранее участвовал в съёмках сюжетов для программы).
17 апреля 2018 года Николай Дроздов заявил, что готов передать функции ведущего Алексею Лапину. Однако спустя день телеканал «Карусель» официально опроверг информацию об уходе Николая Дроздова из программы.
11 июня 2019 года Николай Дроздов в интервью «Комсомольской правде» сообщил, что окончательно ушёл из программы и не снимается в ней уже полгода. Несмотря на это, упоминание Дроздова оставалось в заставке передачи.
После эфира от 25 декабря 2019 года выход программы был вновь приостановлен.

## Ведущие
- Александр Згуриди (1968—1975);
- Василий Песков (1975—1990, 1995—1997; с 1977 года — по очереди с Николаем Дроздовым)[19];
- Николай Дроздов (1977—2018)[18][20][21];
- Алексей Лапин (2016—2019; до ноября 2018 года — совместно с Николаем Дроздовым)[15][21].

## Награды
Премия «ТЭФИ—1996» в номинации «Лучшая просветительская программа».
Золотая медаль имени Ю. А. Сенкевича Русского географического общества (2018).

## Известные гости
Гостями передачи были многие известные биологи, среди них: В. Е. Флинт, американский орнитолог, президент Международного союза по охране журавлей, доктор Д. Арчибальд (выпуск, посвящённый журавлям), профессор Б. Гржимек, автор фильма «Белый медведь» Ю. Я. Ледин, академик В. Е. Соколов, писатель Б. С. Рябинин, ведущие советские учёные А. Г. Банников, П. П. Второв, В. М. Галушин, М. П. Павлов, Д. В. Панфилов, олимпийская чемпионка Е. В. Петушкова, заслуженный скульптор-анималист РСФСР А. В. Марц и другие.